# Festuca boliviana
Festuca boliviana är en gräsart som beskrevs av Evgenii Borisovich Alexeev. Festuca boliviana ingår i släktet svinglar, och familjen gräs.
Artens utbredningsområde är Bolivia. Inga underarter finns listade i Catalogue of Life.